# Ciclismo en los Juegos Olímpicos de Londres 2012 – Velocidad individual masculina
La prueba de ciclismo en pista de velocidad individual, una de las pruebas de ciclismo en los Juegos Olímpicos de 2012 en Londres, se llevó a cabo los días 4, 5 y 6 de agosto en el Velódromo de Londres
Jason Kenny de Reino Unido ganó la medalla de oro, el francés Grégory Baugé la plata y Shane Perkins de Australia se llevó el bronce.

## Formato de competición
Es una disciplina de eliminación individual tras hacer los emparejamientos sobre la base de una contrarreloj a una vuelta al velódromo de 200 metros. Cada carrera consta de dos ciclistas que compiten el uno contra el otro al mejor de tres tandas. Cada tanda consta de tres vueltas al velódromo.

## Horarios
All Tiempos are (British Summer Time)
| Día                         | Hora          | Ronda                            |
| --------------------------- | ------------- | -------------------------------- |
| Sábado 4 de agosto de 2012  | 10:00 & 16:00 | Calificaciones / Primeras rondas |
| Domingo 5 de agosto de 2012 | 16:35         | Cuartos de final                 |
| Lunes 6 de agosto de 2012   | 16:00 17:40   | Semifinales Final                |

## Clasificación
| Evento                                | Ranking por nación | Clasificados | Atletas por CON |
| ------------------------------------- | ------------------ | --- | --------------- |
| Ranking Olímpico Pista 2010–2012      | 1º al 8º           | República Checa (CZE) · Grecia (GRE) · Malasia (MAS) · Países Bajos (NED) · Sudáfrica (RSA) · España (ESP) · Trinidad y Tobago (TRI) · Estados Unidos (USA)                              | 1               |
| Clasificados en otros eventos         |                    | | 1               |
| Clasificados en velocidad por equipos |                    | Australia (AUS) · República Popular China (CHN) · Francia (FRA) · Alemania (GER) · Reino Unido (GBR) · Japón (JPN) · Nueva Zelanda (NZL) · Polonia (POL) · Rusia (RUS) · Venezuela (VEN) | 1               |
| Total                                 |                    | | 18              |

## Resultados

### Calificación
| Pos. | Corredor                  | Tiempo | Vel. media (km/h) |
| ---- | ------------------------- | ------ | ----------------- |
| 1    | Jason Kenny (GBR)         | 9.713  | 74.127            |
| 2    | Grégory Baugé (FRA)       | 9.952  | 72.347            |
| 3    | Shane Perkins (AUS)       | 9.987  | 72.093            |
| 4    | Robert Förstemann (GER)   | 10.072 | 71.485            |
| 5    | Denis Dmitriev (RUS)      | 10.088 | 71.371            |
| 6    | Hersony Canelón (VEN)     | 10.123 | 71.125            |
| 7    | Seiichiro Nakagawa (JPN)  | 10.144 | 70.977            |
| 8    | Zhang Miao (CHN)          | 10.155 | 70.901            |
| 9    | Eddie Dawkins (NZL)       | 10.201 | 70.581            |
| 10   | Njisane Phillip (TRI)     | 10.202 | 70.574            |
| 11   | Azizulhasni Awang (MAS)   | 10.226 | 70.408            |
| 12   | Jimmy Watkins (USA)       | 10.247 | 70.264            |
| 13   | Pavel Kelemen (CZE)       | 10.311 | 69.828            |
| 14   | Damian Zielinski (POL)    | 10.323 | 69.747            |
| 15   | Bernard Esterhuizen (RSA) | 10.350 | 69.565            |
| 16   | Hodei Mazquiaran (ESP)    | 10.604 | 67.898            |
| 17   | Zafeiris Volikakis (GRE)  | 10.663 | 67.523            |

### Primera ronda
| Nombre                   | Tiempo                      | Vel. media (km/h)           |
| ------------------------ | --------------------------- | --------------------------- |
| Grégory Baugé (FRA)      | Ganador por descalificación | Ganador por descalificación |
| Zafeiris Volikakis (GRE) |                             |                             |

| Nombre                    | Tiempo | Vel. media (km/h) |
| ------------------------- | ------ | ----------------- |
| Robert Förstemann (GER)   | 11.100 | 64.864            |
| Bernard Esterhuizen (RSA) |        |                   |

| Nombre                | Tiempo | Vel. media (km/h) |
| --------------------- | ------ | ----------------- |
| Hersony Canelón (VEN) |        |                   |
| Pavel Kelemen (CZE)   | 10.840 | 66.420            |

| Nombre                  | Tiempo | Vel. media (km/h) |
| ----------------------- | ------ | ----------------- |
| Zhang Miao (CHN)        |        |                   |
| Azizulhasni Awang (MAS) | 10.473 | 68.748            |

| Nombre                 | Tiempo | Vel. media (km/h) |
| ---------------------- | ------ | ----------------- |
| Shane Perkins (AUS)    | 10.722 | 67.151            |
| Hodei Mazquiaran (ESP) |        |                   |

| Nombre                 | Tiempo | Vel. media (km/h) |
| ---------------------- | ------ | ----------------- |
| Denis Dmitriev (RUS)   | 10.690 | 67.352            |
| Damian Zielinski (POL) |        |                   |

| Nombre                   | Tiempo | Vel. media (km/h) |
| ------------------------ | ------ | ----------------- |
| Seiichiro Nakagawa (JPN) |        |                   |
| Jimmy Watkins (USA)      | 10.399 | 69.237            |

| Nombre                | Tiempo | Vel. media (km/h) |
| --------------------- | ------ | ----------------- |
| Eddie Dawkins (NZL)   |        |                   |
| Njisane Phillip (TRI) | 10.221 | 70.443            |

### Repesca de primera ronda
| Nombre                | Tiempo | Vel. media (km/h) |
| --------------------- | ------ | ----------------- |
| Hersony Canelón (VEN) | 10.439 | 68.972            |
| Eddie Dawkins (NZL)   |        |                   |

| Nombre                    | Tiempo | Vel. media (km/h) |
| ------------------------- | ------ | ----------------- |
| Bernard Esterhuizen (RSA) | 10.762 | 66.902            |
| Hodei Mazquiaran (ESP)    |        |                   |
| Zhang Miao (CHN)          |        |                   |

| Nombre                   | Tiempo | Vel. media (km/h) |
| ------------------------ | ------ | ----------------- |
| Seiichiro Nakagawa (JPN) | 10.792 | 66.716            |
| Damian Zielinski (POL)   |        |                   |

### Segunda ronda
| Nombre                    | Tiempo | Vel. media (km/h) |
| ------------------------- | ------ | ----------------- |
| Jason Kenny (GBR)         | 10.363 | 69.477            |
| Bernard Esterhuizen (RSA) |        |                   |

| Nombre                | Tiempo | Vel. media (km/h) |
| --------------------- | ------ | ----------------- |
| Shane Perkins (AUS)   | 10.978 | 65.585            |
| Hersony Canelón (VEN) | REL    | REL               |

| Nombre                  | Tiempo | Vel. media (km/h) |
| ----------------------- | ------ | ----------------- |
| Denis Dmitriev (RUS)    | 10.278 | 70.052            |
| Azizulhasni Awang (MAS) |        |                   |

| Nombre                   | Tiempo | Vel. media (km/h) |
| ------------------------ | ------ | ----------------- |
| Grégory Baugé (FRA)      | 10.490 | 68.636            |
| Seiichiro Nakagawa (JPN) |        |                   |

| Nombre                  | Tiempo | Vel. media (km/h) |
| ----------------------- | ------ | ----------------- |
| Robert Förstemann (GER) |        |                   |
| Njisane Phillip (TRI)   | 10.467 |                   |

| Nombre              | Tiempo | Vel. media (km/h) |
| ------------------- | ------ | ----------------- |
| Pavel Kelemen (CZE) |        |                   |
| Jimmy Watkins (USA) | 10.511 | 68.499            |

### Repesca de segunda ronda
| Nombre                    | Tiempo | Vel. media (km/h) |
| ------------------------- | ------ | ----------------- |
| Bernard Esterhuizen (RSA) |        |                   |
| Robert Förstemann (GER)   | 10.881 | 66.170            |
| Pavel Kelemen (CZE)       |        |                   |

| Nombre                   | Tiempo | Vel. media (km/h) |
| ------------------------ | ------ | ----------------- |
| Seiichiro Nakagawa (JPN) |        |                   |
| Hersony Canelón (VEN)    |        |                   |
| Azizulhasni Awang (MAS)  | 10.456 | 68.859            |

### Clasificación 9º a 12º
| Nombre                    | Tiempo | Vel. media (km/h) | Pos. |
| ------------------------- | ------ | ----------------- | ---- |
| Seiichiro Nakagawa (JPN)  | 10.950 | 65.753            | 9    |
| Pavel Kelemen (CZE)       |        |                   | 10   |
| Bernard Esterhuizen (RSA) |        |                   | 11   |
| Hersony Canelón (VEN)     |        |                   | 12   |

### Cuartos de final
| Nombre                  | Tiempo (Race 1) | Tiempo (Race 2) |
| ----------------------- | --------------- | --------------- |
| Jason Kenny (GBR)       | 10.433          | 10.030          |
| Azizulhasni Awang (MAS) |                 |                 |

| Nombre                  | Tiempo (Race 1) | Tiempo (Race 2) |
| ----------------------- | --------------- | --------------- |
| Grégory Baugé (FRA)     | 10.472          | 10.300          |
| Robert Förstemann (GER) |                 |                 |

| Nombre              | Tiempo (Race 1) | Tiempo (Race 2) |
| ------------------- | --------------- | --------------- |
| Shane Perkins (AUS) | 10.520          | 10.263          |
| Jimmy Watkins (USA) |                 |                 |

| Nombre                | Tiempo (Race 1) | Tiempo (Race 2) |
| --------------------- | --------------- | --------------- |
| Njisane Phillip (TRI) | 10.545          | 10.300          |
| Denis Dmitriev (RUS)  |                 |                 |

### Clasificación 5º a 8º
| Nombre                  | Tiempo | Vel. media (km/h) | Pos. |
| ----------------------- | ------ | ----------------- | ---- |
| Denis Dmitriev (RUS)    | 10.340 | 69.632            | 5    |
| Jimmy Watkins (USA)     |        |                   | 6    |
| Robert Förstemann (GER) |        |                   | 7    |
| Azizulhasni Awang (MAS) |        |                   | 8    |

### Semifinales
| Nombre                | Tiempo (Race 1) | Tiempo (Race 2) |
| --------------------- | --------------- | --------------- |
| Jason Kenny (GBR)     | 10.159          | 10.166          |
| Njisane Phillip (TRI) |                 |                 |

| Nombre              | Tiempo (Race 1) | Tiempo (Race 2) |
| ------------------- | --------------- | --------------- |
| Grégory Baugé (FRA) | 10.358          | 10.268          |
| Shane Perkins (AUS) |                 |                 |

### Finales
Carrera por la medalla de bronce
| Nombre                | Tiempo (Race 1) | Tiempo (Race 2) | Pos. |
| --------------------- | --------------- | --------------- | ---- |
| Njisane Phillip (TRI) |                 |                 | 4    |
| Shane Perkins (AUS)   | 10.489          | 10.297          | 3    |

Carrera por la medalla de oro
| Nombre              | Tiempo (Race 1) | Tiempo (Race 2) | Pos. |
| ------------------- | --------------- | --------------- | ---- |
| Jason Kenny (GBR)   | 10.232          | 10.308          | 1    |
| Grégory Baugé (FRA) |                 |                 | 2    |